# IC 4781
IC 4781 — галактика типу S0-a (спіральна галактика) у сузір'ї Павич.
Цей об'єкт міститься в оригінальній редакції індексного каталогу.